# Bożków (zámek)
Zámek v Bożkowě je zámek založený v 16. století hrabětem von Magnis v polské obci Bożków v Dolnoslezském vojvodství.

## Historie
Přibližně od roku 1520 patřilo panství Bożków rodu von Raueck. Po česko-falcké válce bylo panství zkonfiskováno a předáno císařskému vrchnímu lékaři Kašparu Jäschkemu von Eisenhut. Poté přešlo do rukou jezuitů, od nichž jej koupil Johann Georg von Götzen, který zámek rozšířil a významně přispěl k výstavbě kostela v dnešní podobě. Po smrti bezdětného posledního mužského potomka rodu, hraběte Johanna von Götzen, přešlo panství v roce 1780 na syna jedné z jeho sester, hraběte Antona Alexandra von Magnis.
Zámek v dnešní podobě vznikl v letech 1787–1791 přestavbou starší budovy Alexandrem von Magnis. V roce 1800 byl na severní straně založen park s umělou zříceninou s náhrobky a erbovními štíty ze 16. a 17. století a lesovna. V roce 1813 byla na vrcholu kopce Grodzisk postavena rozhledna.
Poslední přestavba zámku proběhla po velkém požáru v roce 1870 za hraběte Wilhelma von Magnis. V roce 1871 byla zahájena rekonstrukce zámku. V roce 1930 byla přestavěna fasáda v klasicistním stylu. Po roce 1945 se palác stal majetkem státu (a od roku 1999 okresní správy). Po mnoho let v něm sídlily různé agrotechnické školy: od prosince 1951 Školící středisko pro vedoucí pracovníky zemědělských podniků, od roku 1956 Zemědělská technická škola a Zahradnická škola, v letech 1998-2002 fungující pod názvem Komplex agrotechnických škol Batalionów Chłopskich.
V roce 1973 byl zámek kompletně zrekonstruován a v letech 1975-1979 proběhly restaurátorské práce v místnostech prvního patra. Koncem 20. století budova chátrala. V roce 2005 ji Kladsko prodalo společnosti Fenelon Group za 2,5 milionu zlotých. V roce 2010 ji koupil investor ze Sobótky. V roce 2016 byl palác zpřístupněn veřejnosti.
Mezi hosty, kteří navštívili palác v Bożkówě, byli John Quincy Adams, pozdější prezident USA, a pruští králové Fridrich Vilém III. s manželkou Luisou a Fridrich Vilém IV.
Rozhodnutím zemského památkového konzervátora ze 14. května 1981 byla budova zapsána do seznamu památek.

## Architektura
Původně v Bożkowě stál pozdně renesanční zámek z let cca 1570-1625. Ten byl v roce 1676 přestavěn barokně. V letech 1787–1791 proběhla další přestavba, po níž získal Bożkówský palác barokně-klasicistní ráz. V roce 1870 palác téměř zcela vyhořel a byl přestavěn v novorenesančním slohu. Tehdy byla postavena vysoká věž a dvě palácová křídla. Proměnou prošla i barokní část budovy. Má tři podlaží a je postavena na kruhovém půdorysu s vícepilířovou dispozicí. Budova má vnitřní světlíky a několik sedlových střech s vikýři a průčelími. Ve střední části hlavního křídla se zachovalo zdivo barokního základu. Dnes jsou interiéry tohoto paláce z velké části zničené a zdevastované.
Vedle paláce se nachází pozdně barokní zahradní pavilon z doby kolem roku 1800, krytý mansardovou střechou.
Zámek byl často využíván jako filmové kulisy.

## Galerie

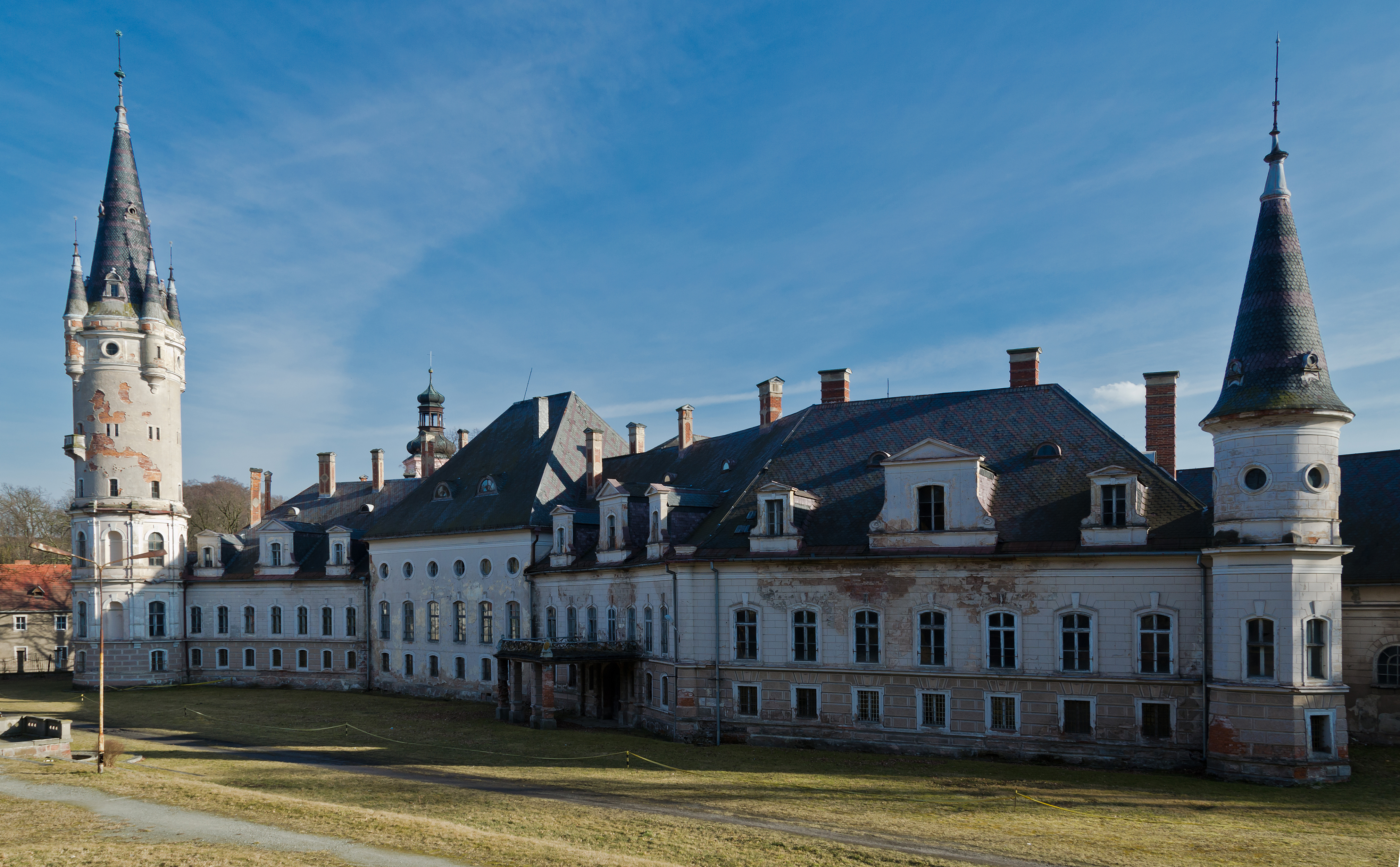
Pohled od severozápadu
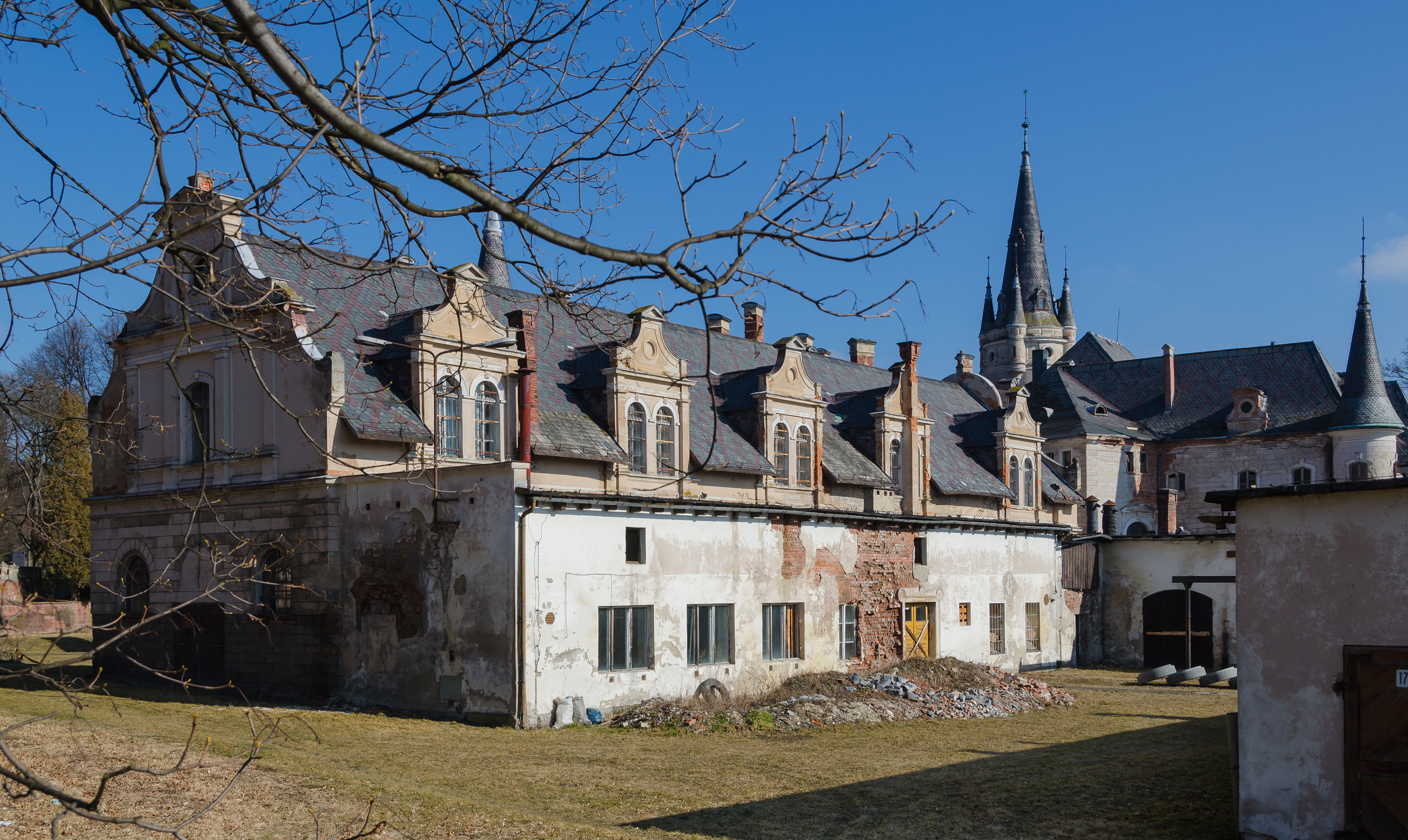
Jižní křídlo
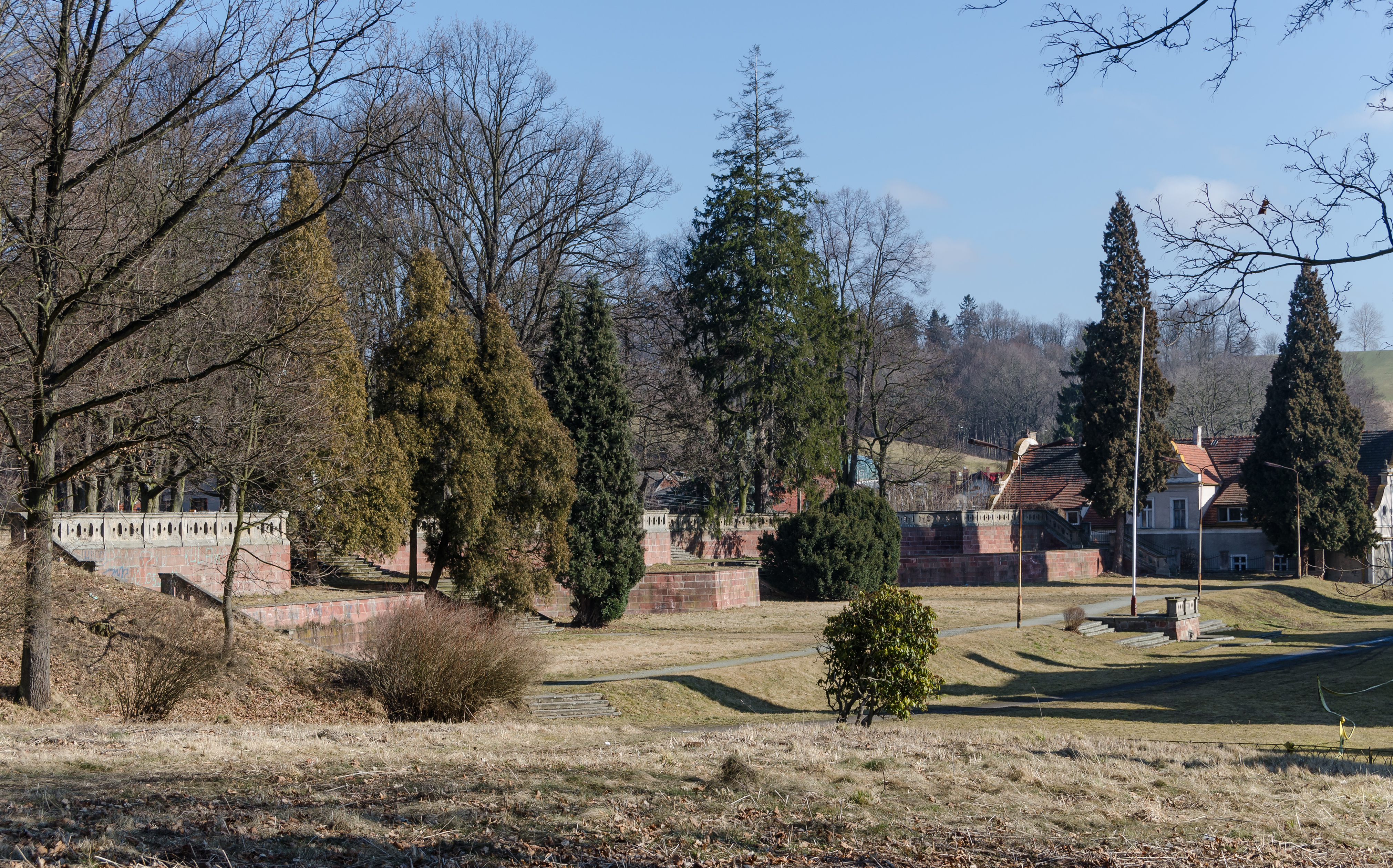
Park
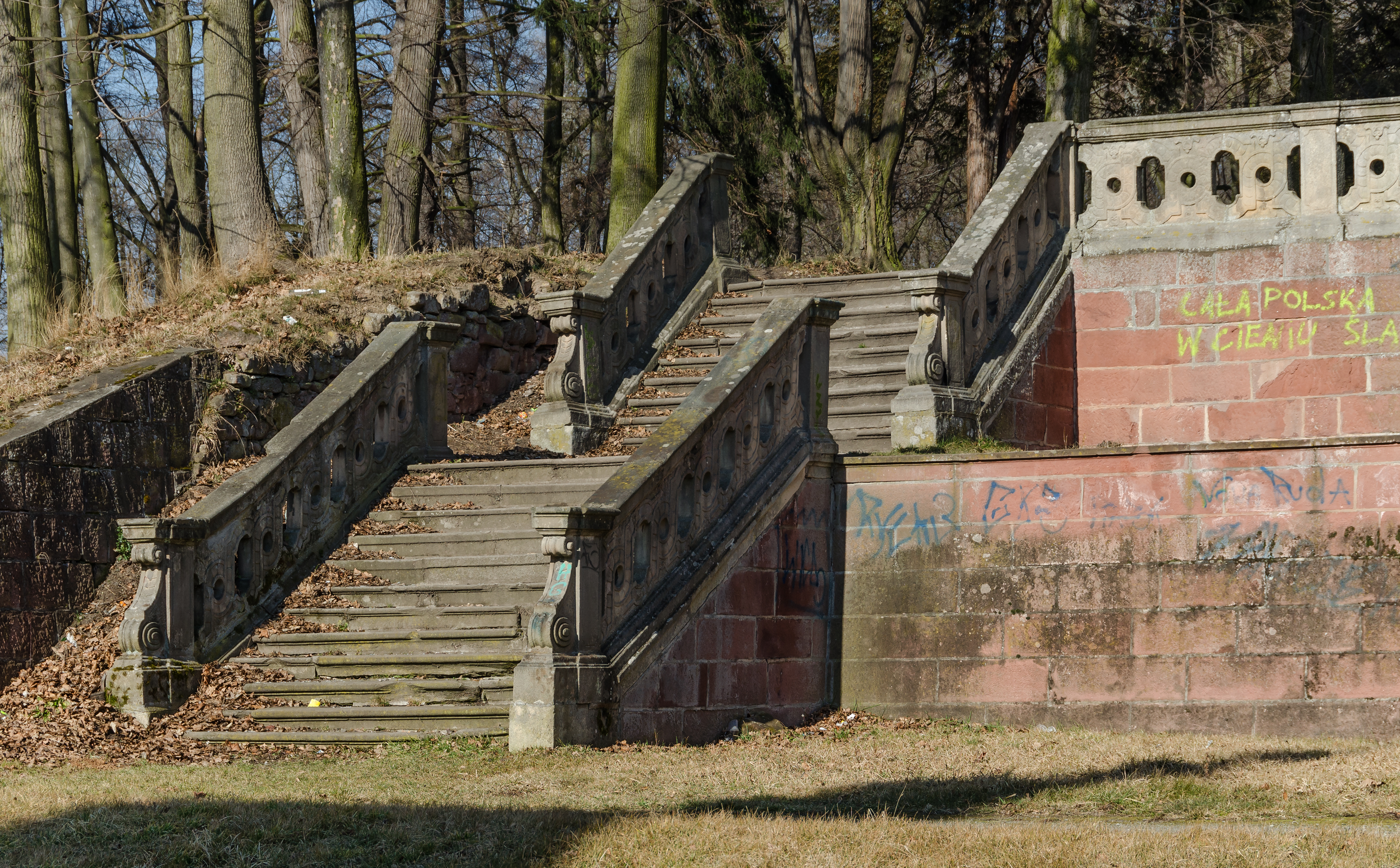
Park
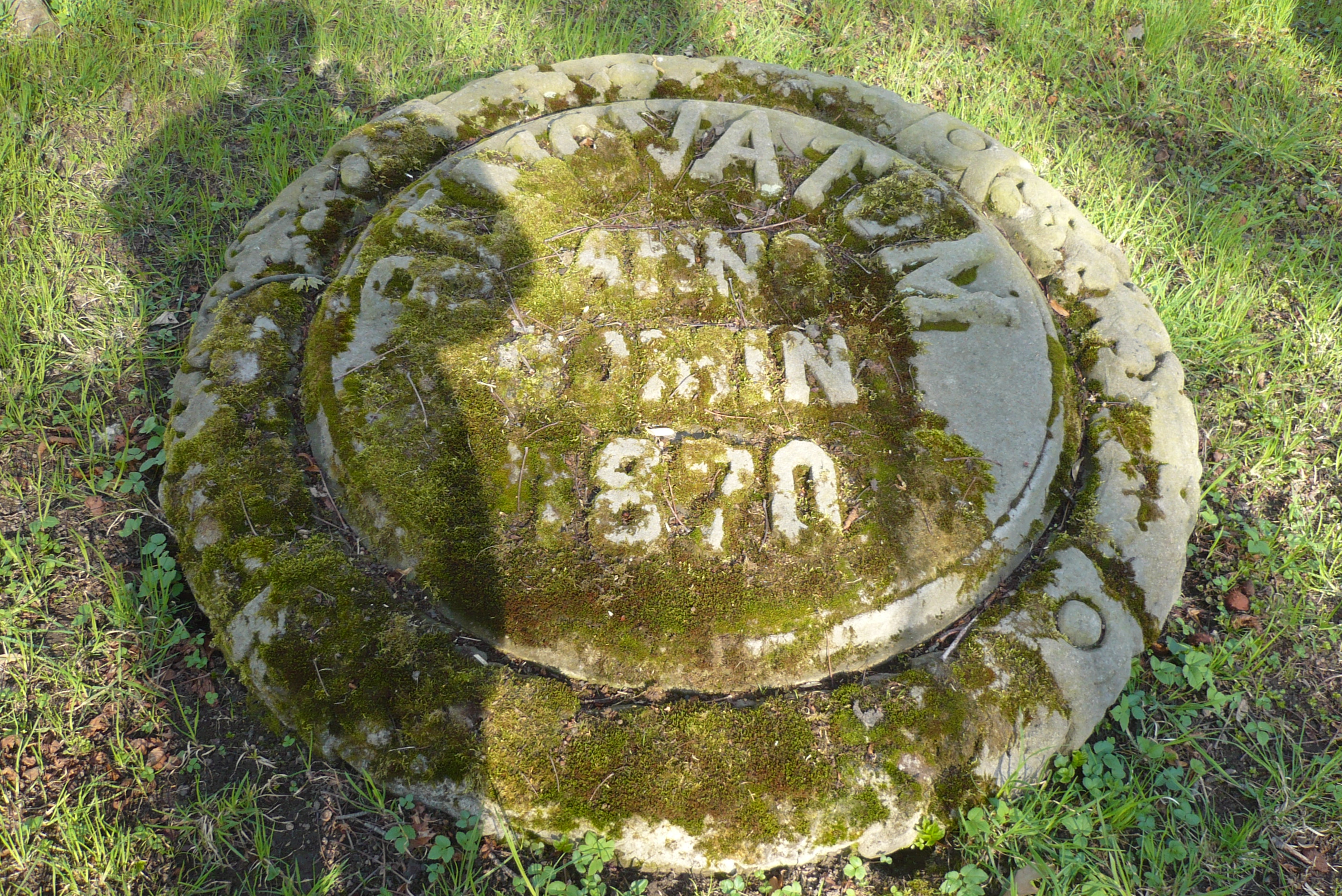
Kamenný medailon
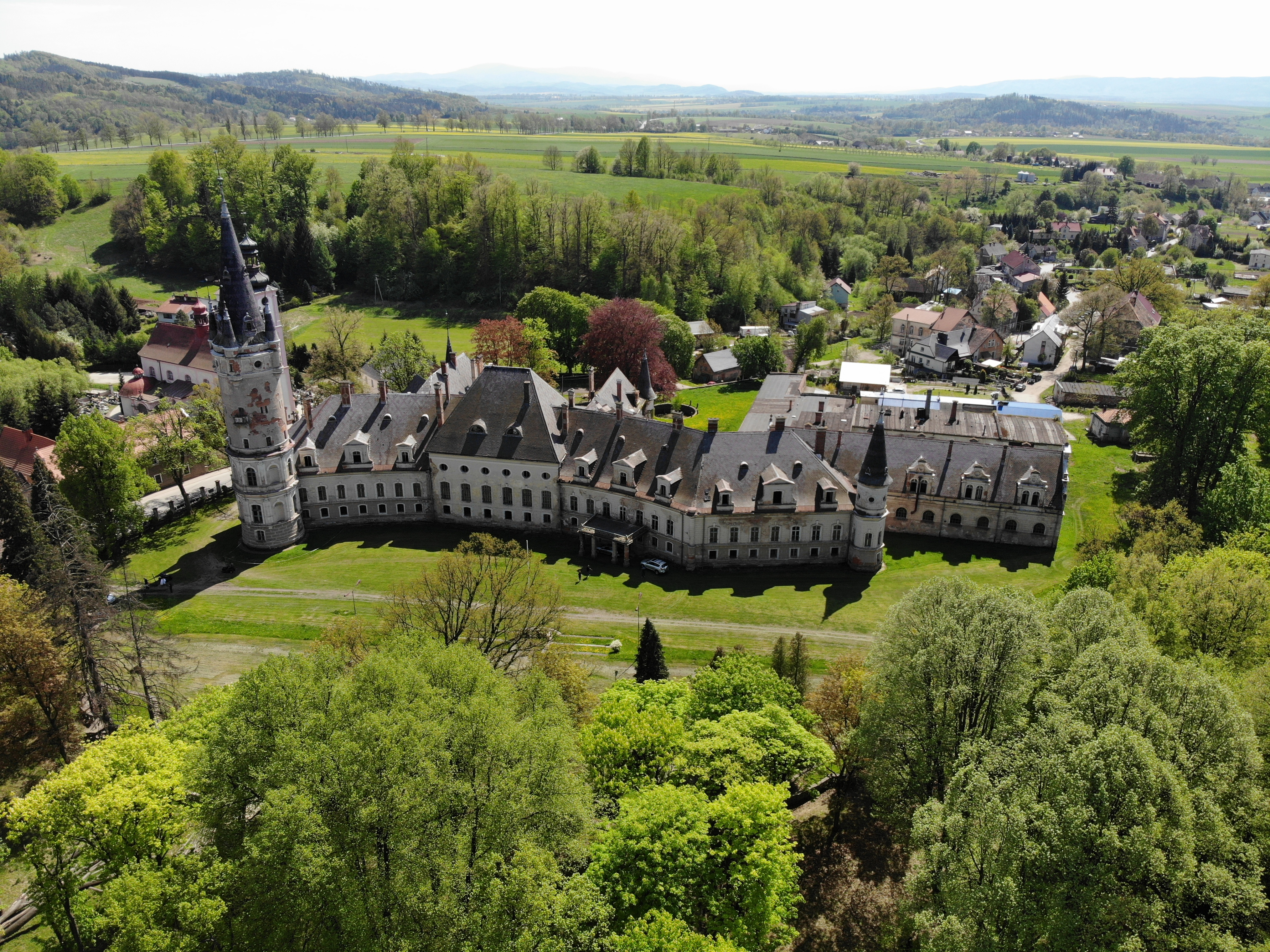
Letecký snímek
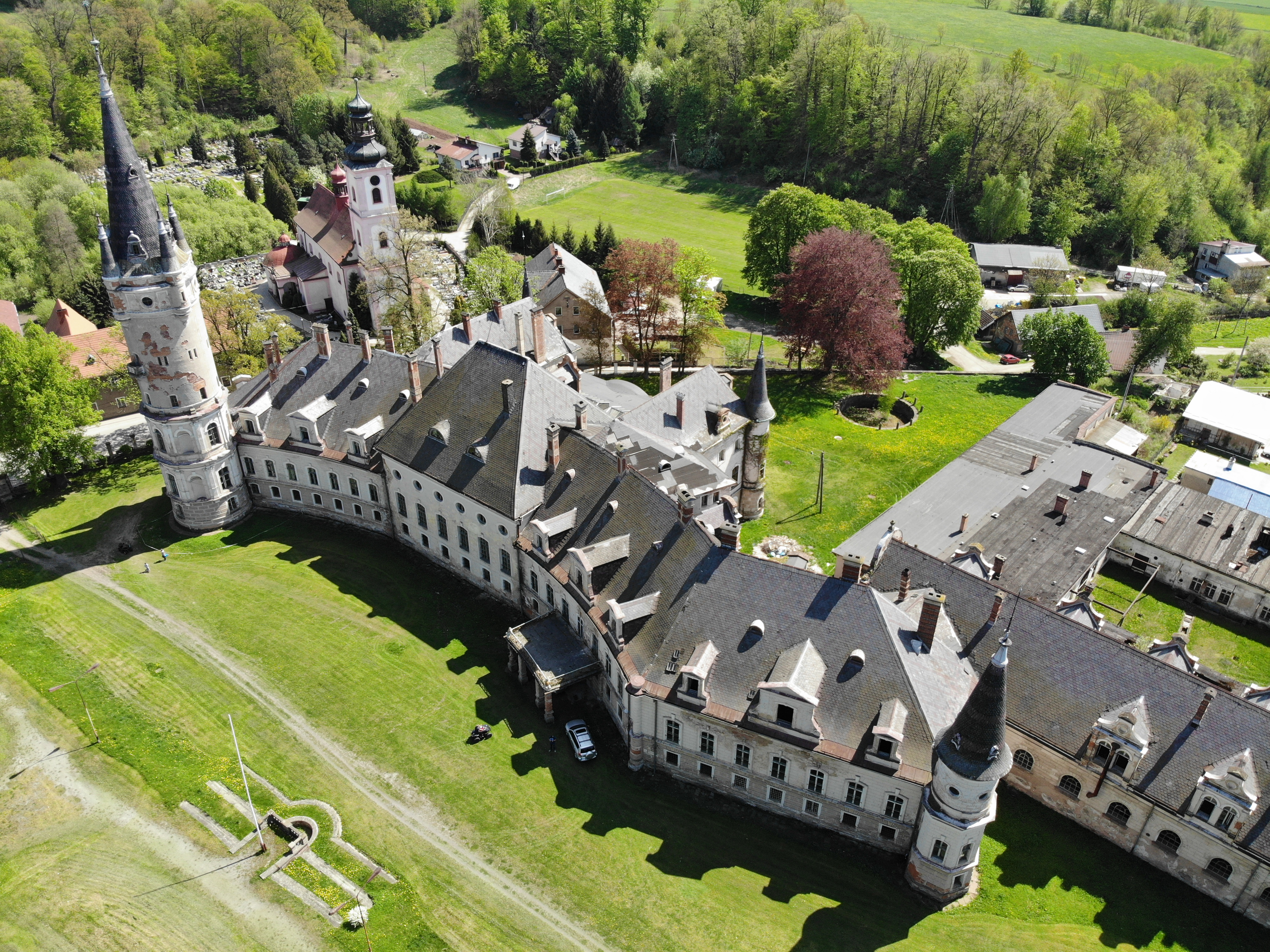
2018
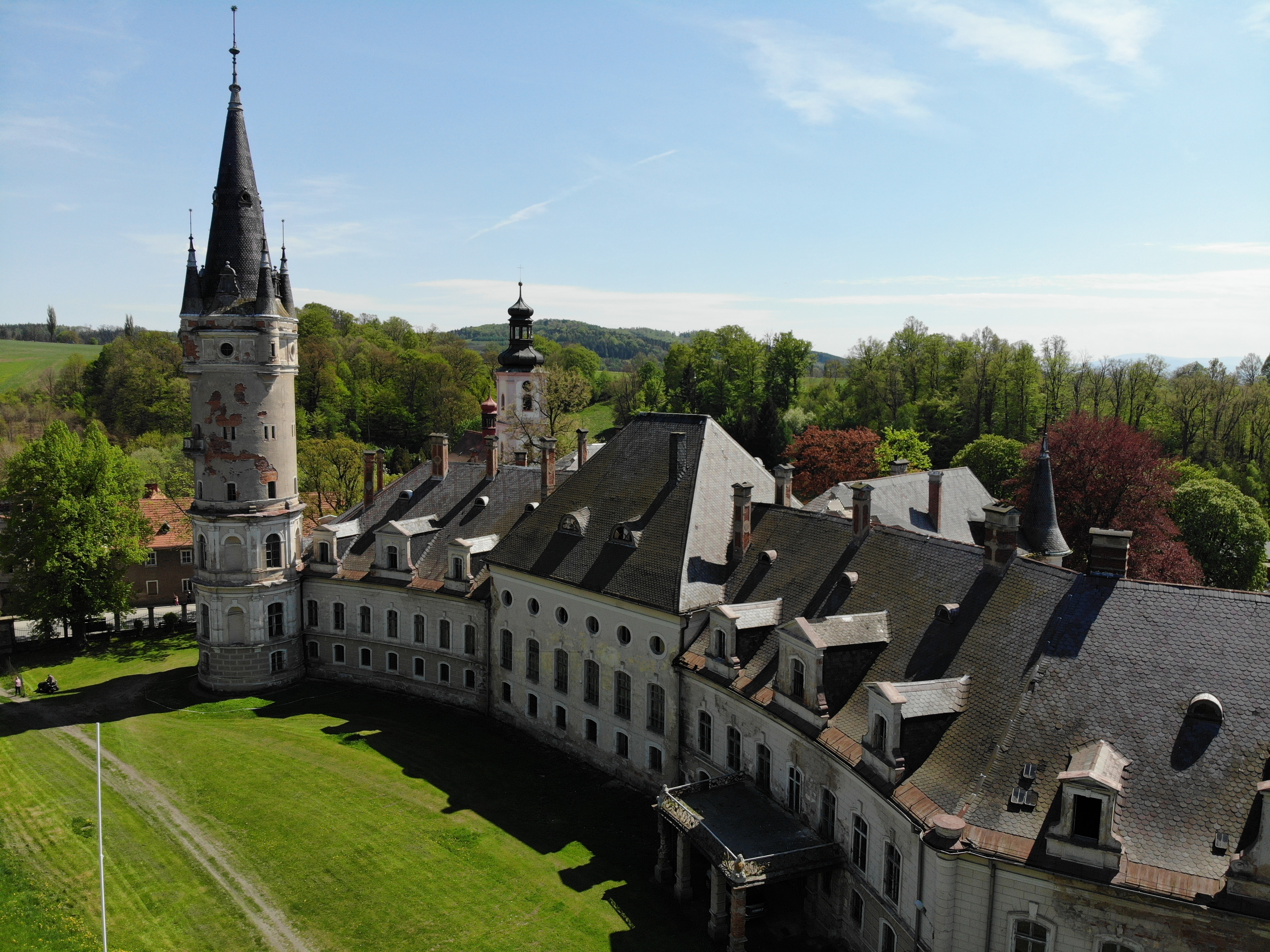
Pohled ze západní věže
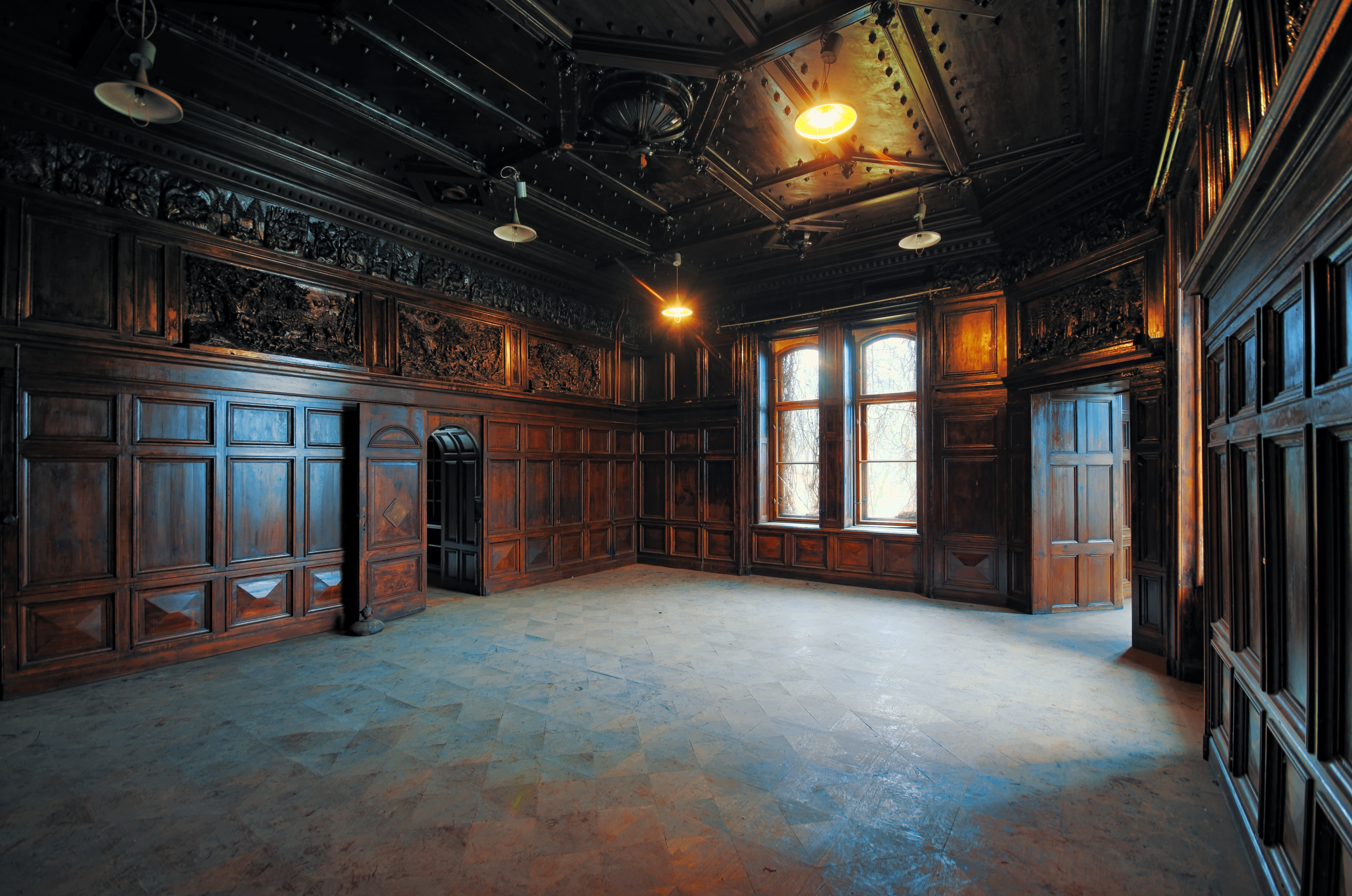
Kabinet v paláci
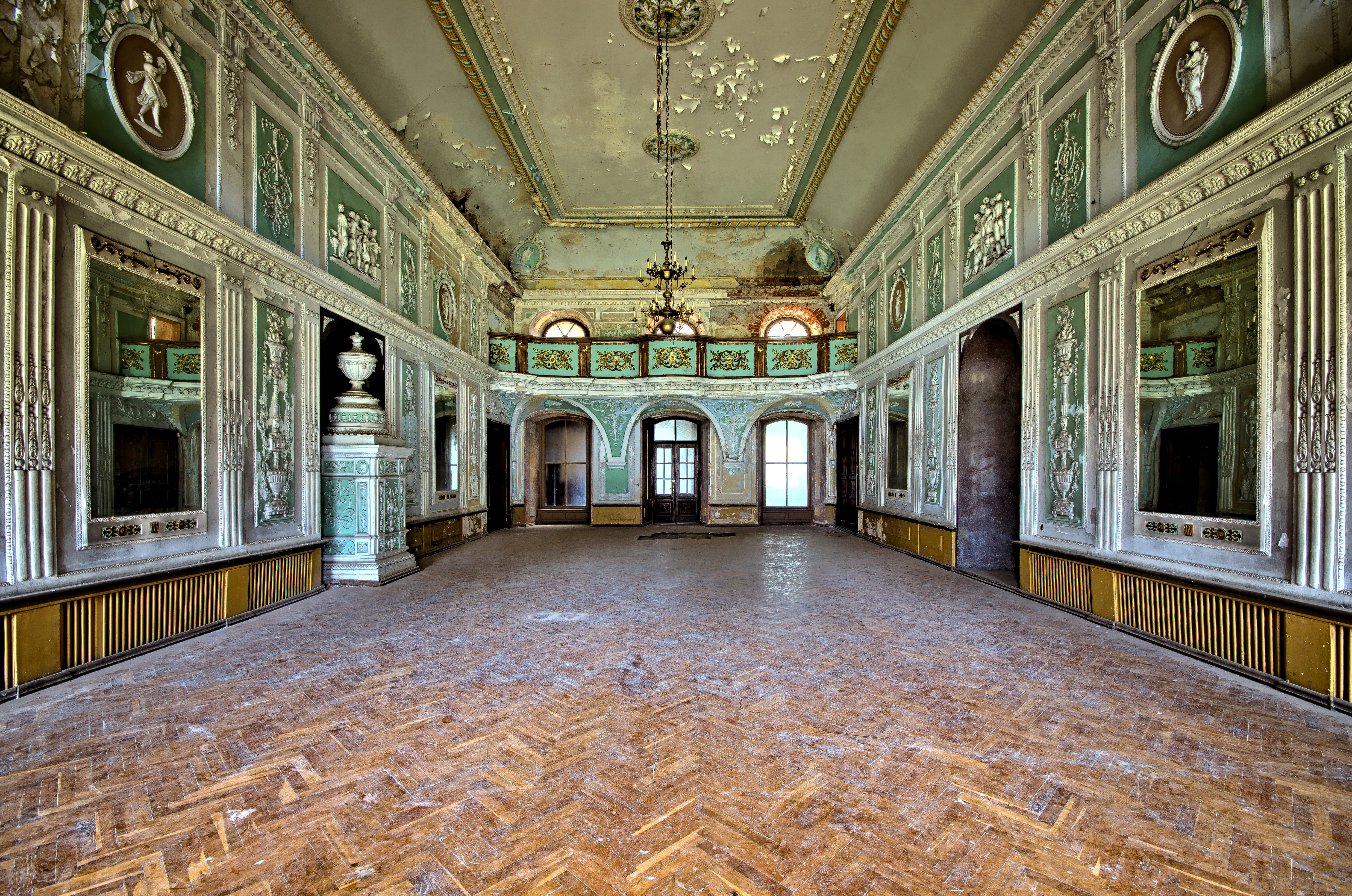
Taneční sál na zámku
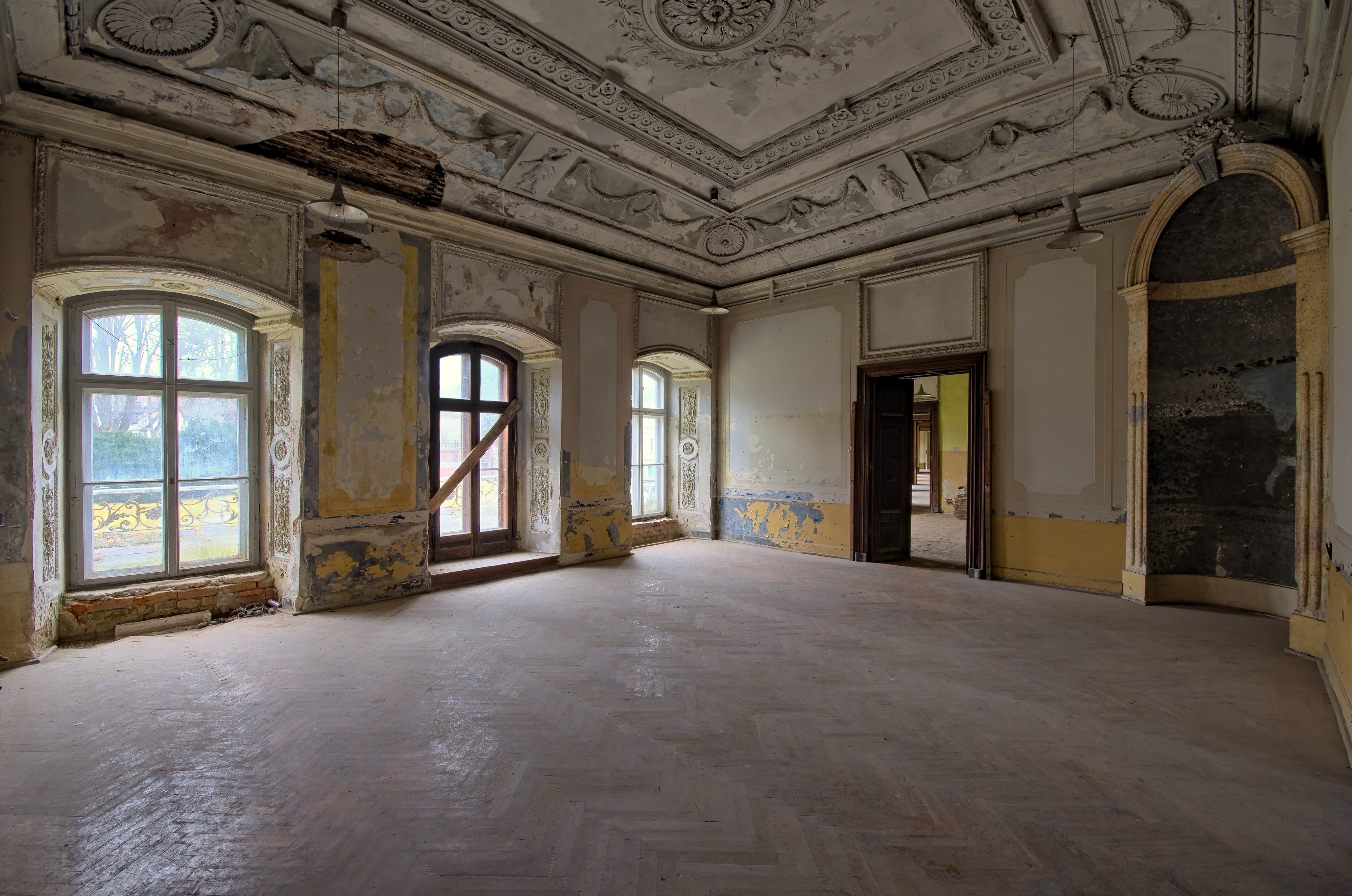
Zámecký krbový sál